# ギュスターヴ＝アドルフ・モッサ
ギュスターヴ＝アドルフ・モッサ（Gustav-Adolf Mossa, 1883年1月28日 - 1971年5月25日）は、フランスの画家。フランス象徴主義の最後の世代の画家。彼の父アレクシス・モッサ（1844-1926）はニースでデッサン学校を経営し、またニース美術館館長を務めた画家で、19世紀後半のニースのカーニバルのための多くのポスターを作った。アドルフ・モッサはこの父から絵画技法を学んだ。また彼はギュスターヴ・モロー、リュシアン・レヴィ＝デュルメル、エドガー・マクサンス、エミール＝ルネ・メナール等の画家やマラルメ、ボードレール、ユイスマンス等の象徴主義派の作家に影響を受けた。更に、15世紀の巨匠、ラファエル前派、アール・ヌーヴォーなどからインスピレーションを受けた。
1905年頃から1918年頃迄怪奇と退廃を特徴とする絵画を描いて脚光を浴びるが、第一次世界大戦に従軍し負傷後は絵画から遠ざかった。(Fr)